# 丹尼尔·德菲

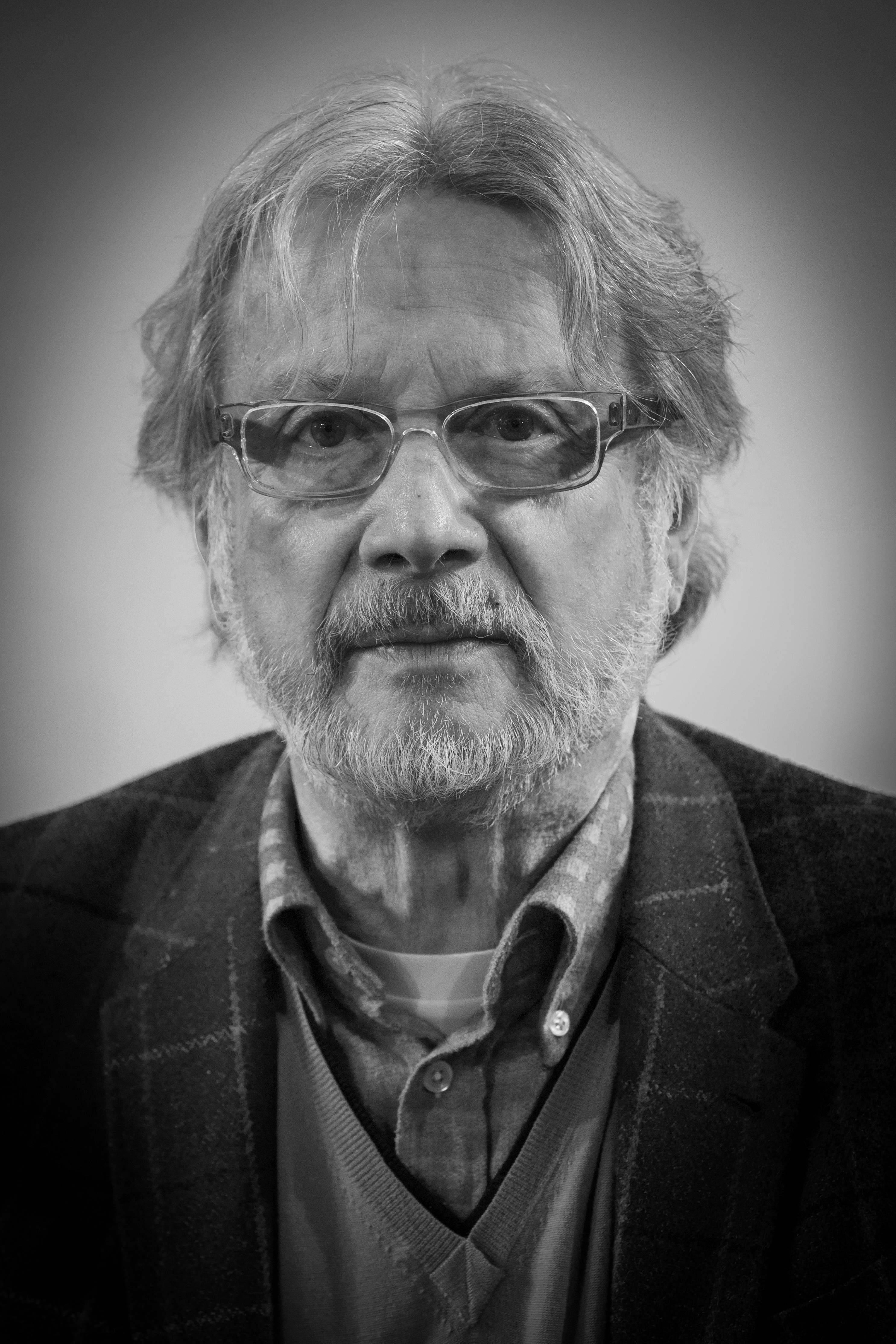
丹尼尔·德菲 (2015)

丹尼尔·德菲（法語：Daniel Defert，1937年9月10日—2023年2月7日），又譯丹尼爾·德費，為1968年法國學生運動的積極參與者之一，哲學家米歇爾·傅柯的長期伴侶。在傅柯病逝後，成立「AIDES」，是法國最主要的抗愛滋病協會之一。